# Episodi di Magnum, P.I. (settima stagione)
La settima stagione della serie televisiva Magnum, P.I. è stata trasmessa in prima visione negli Stati Uniti d'America da CBS tra il 1986 e il 1987.
In Italia è stata trasmessa in prima visione da Italia 1 tra il 1988 e il 1989.
| nº | Titolo originale              | Titolo italiano             | Prima TV USA     | Prima TV Italia |
| -- | ----------------------------- | --------------------------- | ---------------- | --------------- |
| 1  | L. A. (1)                     | L. A. (1ª parte)            | 1º ottobre 1986  |                 |
| 2  | L. A. (2)                     | L. A. (2ª parte)            | 1º ottobre 1986  |                 |
| 3  | One Picture is Worth...       | Spari nel silenzio          | 8 ottobre 1986   |                 |
| 4  | Straight and Narrow           | La retta via                | 15 ottobre 1986  |                 |
| 5  | A.A.P.I.                      | L'investigatore dell'anno   | 22 ottobre 1986  |                 |
| 6  | Death and Taxes               | Filastrocca mortale         | 29 ottobre 1986  |                 |
| 7  | Little Girl Who               | Un mondo migliore           | 5 novembre 1986  |                 |
| 8  | Paper War                     | Amici e nemici              | 12 novembre 1986 |                 |
| 9  | Novel Connection              | Realtà e fantasia           | 19 novembre 1986 | 16 gennaio 1992 |
| 10 | Kapu                          | L'isola del tesoro          | 23 novembre 1986 |                 |
| 11 | Missing Melody                | Tradimento                  | 3 dicembre 1986  |                 |
| 12 | Death of the Flowers          | Giustizia è fatta           | 10 dicembre 1986 |                 |
| 13 | Autumn Warrior                | Il tempo perduto            | 17 dicembre 1986 |                 |
| 14 | Murder by Night               | La notte del delitto        | 14 gennaio 1987  |                 |
| 15 | On the Fly                    | Nuovi orizzonti             | 21 gennaio 1987  |                 |
| 16 | Solo Flight                   | La tela del ragno           | 4 febbraio 1987  |                 |
| 17 | Forty                         | Forty                       | 11 febbraio 1987 |                 |
| 18 | Laura                         | Laura                       | 25 febbraio 1987 |                 |
| 19 | Out of Sync                   | Fuori sincrono              | 11 marzo 1987    |                 |
| 20 | The Aunt Who Came to Dinner   | The Aunt Who Came to Dinner | 18 marzo 1987    |                 |
| 21 | The People vs. Orville Wright | Per un amico                | 1º aprile 1987   |                 |
| 22 | Limbo                         | Limbo                       | 15 aprile 1987   |                 |